# Abraham Ebong Ngole
Pour les articles homonymes, voir Ngole.
Abraham Ebong Ngole, né en 1895 à Enyandong et mort en 1980 à Kumba, est un ministre presbytérien camerounais, premier modérateur de la Presbyterian Church in Cameroon.

## Biographie

### Enfance, éducation et débuts
Abraham Ebong Ngole est né à Enyandong en pays Bakossi en 1895. 
Il a été confié à des missionnaires allemands par son père, qui craignait qu'il ne soit renvoyé dans l'armée allemande pour combattre pendant la Première Guerre mondiale. 
Après avoir terminé ses études, en 1923, il a d'abord été enseignant à Besongabang, où il a créé l'école primaire de la Mission de Bâle. En 1930, il est devenu le premier professeur et père camerounais à l'école de filles de la Mission de Bâle à Victoria (Limbé).

### Carrière
En 1937, après 13 ans de service, Ngole déménagea à Tombel, où il devint évangéliste et servit de tuteur, recevant une formation de catéchiste à la Catechist Training Institution de Nyasoso; achevée en 1945. De là, il est venu à Itoki chez les Bakundu, où il a construit une communauté presbytérienne et a ensuite reçu son ordination. 
Il a été nommé pasteur en 1946 et a servi à Itoki, où il a été ordonné en 1947.
En 1950, il a été transféré à Dikome en tant que pasteur et directeur. 
Lorsque l'église camerounaise est devenue indépendante de la mission de Bâle en 1957, Ngole était modérateur du culte. Pendant 12 ans, il a veillé à ce que les congrégations soient composées de camerounais, a organisé le travail de jeunesse. Abraham a fondé la Christian Women’s Fellowship en 1961 et a commencé le travail missionnaire à Akwaya en 1963. 
En 1958, immédiatement après l'indépendance du PCC (Presbyterian Cameroon Church), il a été élu président du Synode, et ensuite été renommé Modérateur. Il a occupé, pendant dix ans le plus haut bureau de l'église, mais n'a pas pu être réélu en raison de maladies répétées. 

### Réputation
En tant que premier modérateur de l'église indépendante, il a joué un rôle important en termes de gestion et de gestion des biens de l'église. J. Time, son gendre et membre de longue date du Comité des finances du Synode, rapporte qu'Abraham Ngole en tant que chef de l'administration de l'église a toujours été très strict. Il avait ordonné aux gens de ne pas utiliser les véhicules et les téléphones de l'entreprise, "parce que l'Église est en train de souffrir" . Sous le pasteur, il a été demandé de tenir un compte rendu détaillé de tout ce qui concerne les questions financières, ce qu'il attendait alors des autres pasteurs. Sa fille a également confirmé qu'il avait enseigné cela à ses enfants.
Durant son mandat de pasteur et directeur à Dikome, Abraham Ngole lui-même a consciencieusement suivi ce qu'il attendait des autres.
Abraham Ngole est tombé très malade et a dû se rendre à l'hôpital pour y être soigné. Mais avant de partir, il s'est assuré. que les caisses enregistreuses et les registres étaient corrects, et correspondaient au stock de livres scolaires. Pendant son long séjour à l'hôpital, il a été dit que le pasteur Ngole avait détourné l'argent qui lui avait été confié. Le soupçon persistant, le missionnaire responsable Scheibler s'est rendu au poste pour vérifier. À l'hôpital, Ngole a demandé à sa fille Maria de sortir les boîtes du toit et de les montrer aux missionnaires. Il a trouvé des livres, de l'argent et des dossiers complets et en bon état, et la réputation d'Abraham Ngole en tant qu'administrateur correct et consciencieux a été restaurée.
L'épisode de la vérification des comptes s'intègre parfaitement dans cette image de "bonne gouvernance"et montre que Ngole ne mettait pas en avant la prospérité personnelle. En témoigne la maison simple et propre qu'il avait construite pour sa retraite et qui ne correspondait en rien à son rang et à statut.

## Vie privée
Ngole a pris sa retraite en 1969 et est décédé en 1980 à Kumba à l'âge de 85 ans.